# Reprezentacja Katalonii w piłce nożnej mężczyzn

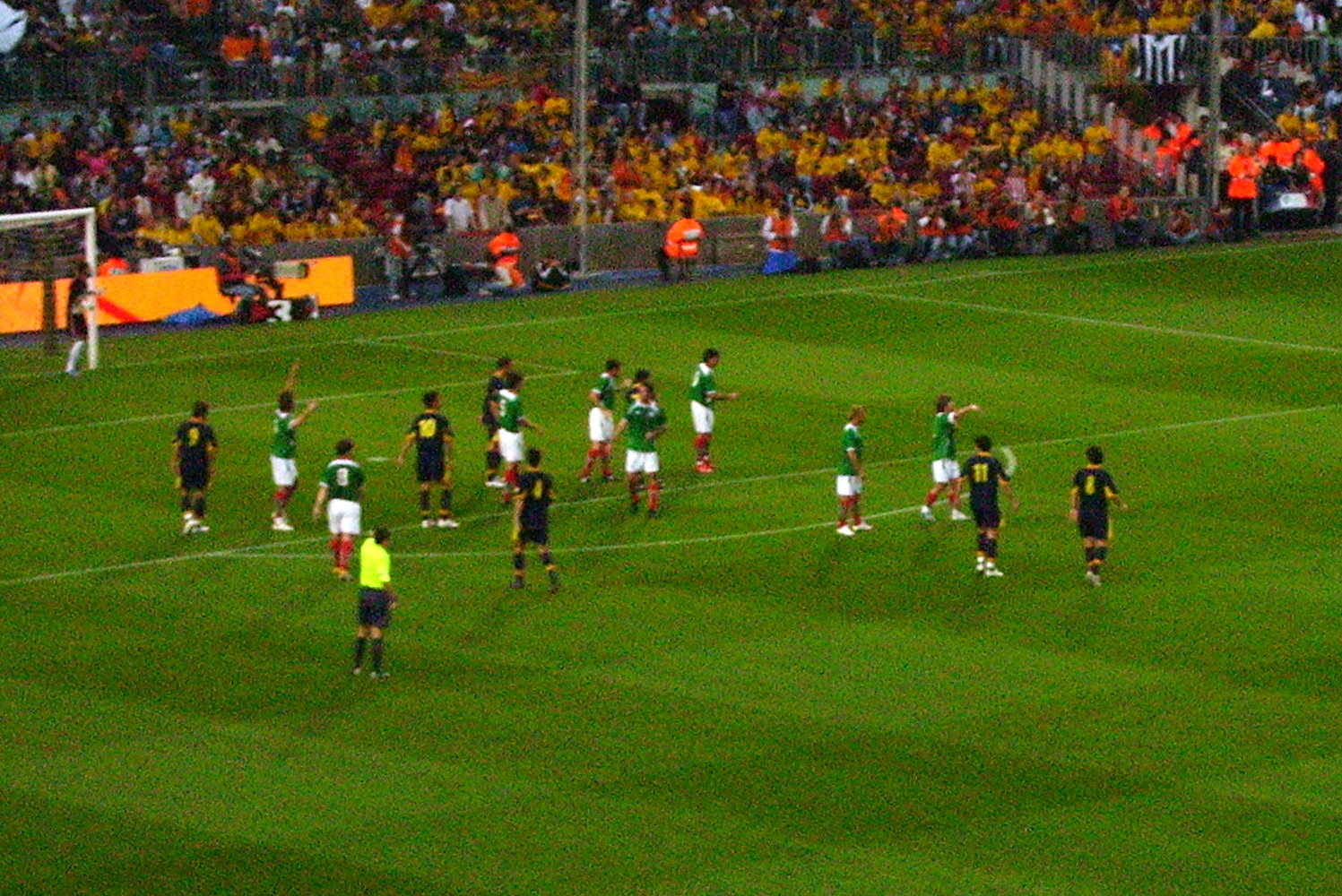
Mecz Katalonia – Kraj Basków na Camp Nou

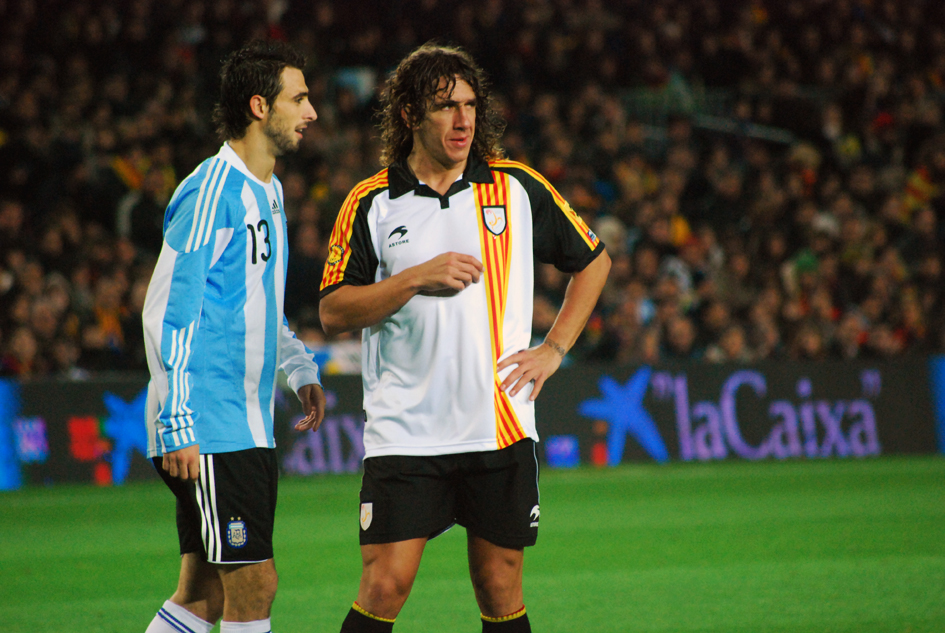
Carles Puyol w barwach reprezentacji Katalonii (2009)

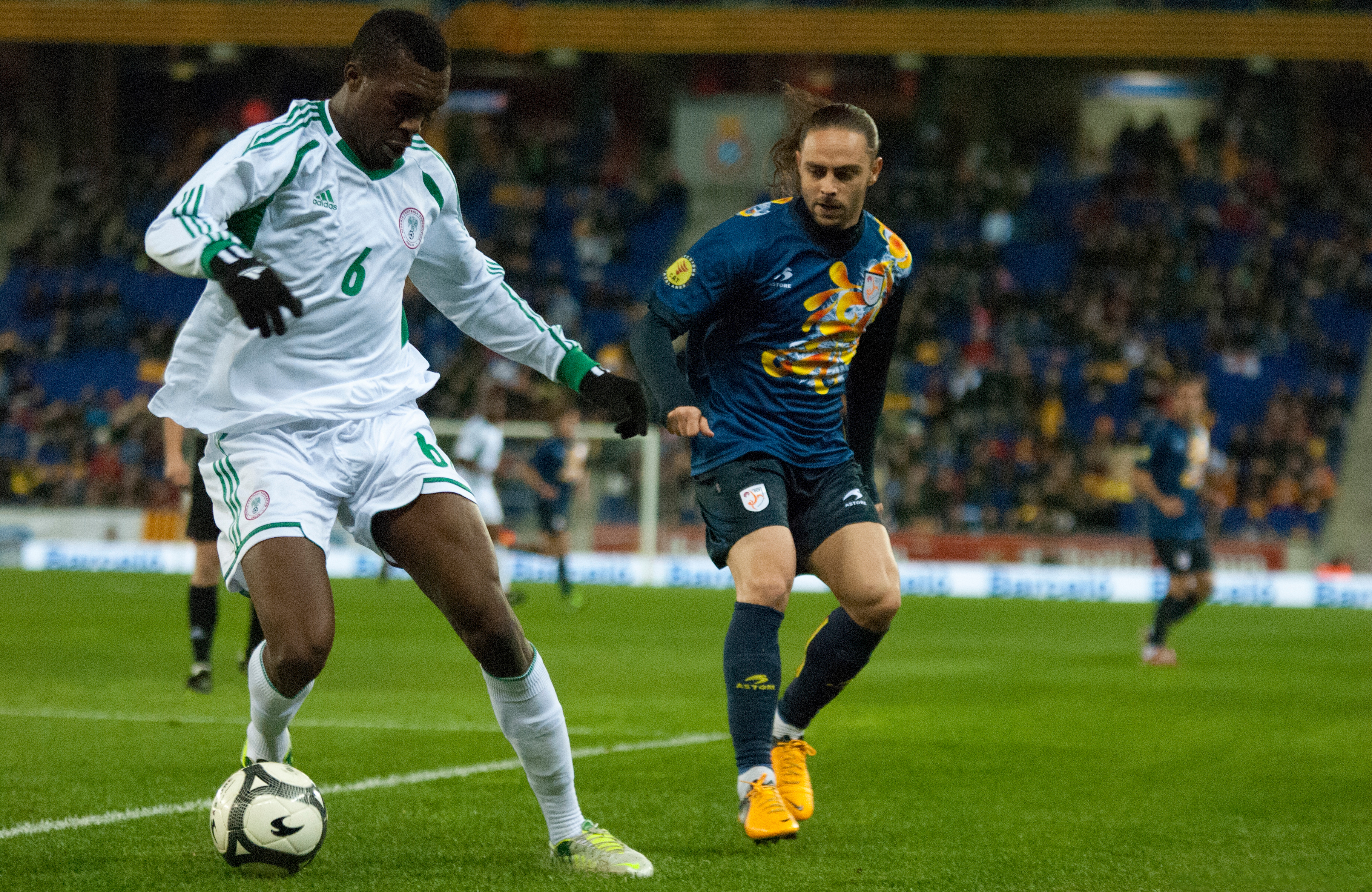
Sergio García podczas meczu Katalonia – Nigeria (2013)

Reprezentacja Katalonii w piłce nożnej (kat. Selecció Catalana) – niezrzeszona w FIFA ani UEFA drużyna prowadzona przez katalońską federację piłkarską. Reprezentacja Katalonii, pod różnymi nazwami – Selecció Catalana, Selecció de Barcelona i Catalan XI – od 1904 r. rozegrała ponad 200 spotkań.

## Historia

### Początki
Swój pierwszy mecz reprezentacja Katalonii rozegrała 6 kwietnia 1904 roku. Zakończył się on zwycięstwem Katalończyków 3:0. Początkowo zespół grał z drużynami klubowymi takimi jak Espanyol Barcelona, Madrid FC, FC Barcelona czy Real Unión Irún. 2 lutego 1912 Katalończycy rozegrali pierwszy międzypaństwowy mecz z Francją, który przegrali w Paryżu 0:7. W rewanżu w Barcelonie gospodarze wygrali 1:0. W 1914 Katalończycy po raz pierwszy zmierzyli się z Krajem Basków, ale nie zachował się wynik tamtego spotkania. Pierwszy udokumentowany mecz tych drużyn miał miejsce 3 stycznia 1915 na San Mamés, a goście wygrali 6:1.
W kolejnych latach katalońska jedenastka rywalizowała w międzyregionalnym Pucharze księcia Asturii.
13 marca 1924 na stadionie Les Corts Katalończycy podjęli reprezentację Hiszpanii. W drużynie przeciwnej występowało dwóch najwybitniejszych piłkarzy katalońskich z tamtego okresu tj. Josep Samitier i Ricardo Zamora, a miejscowych wspomagali gracze FC Barcelona: Paulino Alcántara i Sagibarbá. Mecz zakończył się wynikiem 0:7, a dwa gole strzelił Samiter.
W 1925 Katalończycy pokonali u siebie Czechosłowację 2:1, by rok później w rewanżu na wyjeździe przegrać takim samym stosunkiem bramek.
W pamięci kibiców zapadł rok 1934 kiedy to jedenastka Katalonii 2 lutego pokonała Hiszpanię 2:0, 17 czerwca Brazylię 2:1, 24 czerwca zremisowała z Brazylią 2:2, a pięć dni później zwyciężyła mistrzów Hiszpanii Athletic Bilbao, aż 5:1.

### Era Franco
Po wojnie domowej, gen. Franco tłumił dążenia krajowych autonomii niehiszpańskich, czego elementem był zakaz używania języka katalońskiego, Senyery itp. Reprezentacja Katalonii dalej jednak rozgrywała swoje mecze (m.in. z Hiszpanią – zwycięstwo 3:1 19 października 1947 i porażka 0:6 9 sierpnia 1953).
W drużynie Katalonii często występowali zaproszeni goście, nierzadko byli to gracze FC Barcelony (Ladislao Kubala, Luis Suárez, Evaristo), ale niekoniecznie, jak choćby zawodnik Realu Madryt Alfredo Di Stéfano (mecz z Bolonią w 1955).
Ostatnim meczem ery Franco było spotkanie z ZSRR 6 czerwca 1976. Carles Rexach, Johan Cruyff i Johan Neeskens poprowadzili drużynę do remisu 1:1.
Syn El Salvadore jak był nazywany w Katalonii Johan Cruyff, Jordi wielokrotnie występował w reprezentacji kraju, w którym się urodził.

### Lata 2002–2015
W latach 2002–2015 reprezentacja Katalonii wygrywała m.in. z Bułgarią, Nigerią, Jugosławią, Litwą i Chile. Katalończycy przegrywali w spotkaniach m.in. z Brazylią (1:3 5 maja 2002 i 2:5 25 maja 2004), i Argentyną (0:3 29 grudnia 2004).
W październiku 2007 w związku ze sprzeciwem Hiszpańskiego Związku Piłki Nożnej nie doszedł do skutku mecz z USA. We wspomnianym roku 2007 Katalończycy zremisowali z reprezentacją Kraju Basków. Rok później ulegli Argentynie i zwyciężyli Kolumbię. 
2 listopada 2009 roku selekcjonerem reprezentacji został Johan Cruijff. Legenda FC Barcelony pierwszy raz poprowadziła jedenastkę Katalonii, w meczu z Argentyną, którą ostatecznie wygrali 4:2.
Rok 2010 to zwycięstwo 4:0 nad reprezentacją Hondurasu, w meczu rozegranym 28 grudnia na Estadi Olímpic Lluís Companys.
W 2013 roku reprezentacja Katalonii ograła 4:1 reprezentację Republiki Zielonego Przylądka, a następnie zremisowała 1:1 z reprezentacją Nigerii. Był to ostatni mecz Johana Crujffa w roli selekcjonera kadry.
Swój przedostatni mecz z reprezentacją niezrzeszoną rozegrała w 28 grudnia 2014 roku przeciwko reprezentacji Kraju Basków. Spotkanie na San Mamés zakończyło się remisem 1:1.
Ostatni mecz przeciwko reprezentacji nienależącej do FIFA zagrała 26 grudnia 2015 roku przeciwko reprezentacji Kraju Basków. Spotkanie zostało rozegrane w Barcelonie i zakończyło się przegraną 0:1.

### Obecnie
W ostatnich latach (czyli od 2016) reprezentacja Katalonii zaczęła grać tylko i wyłącznie przeciwko reprezentacjom FIFA w ramach meczów towarzyskich i Międzynarodowego Pucharu Katalonii. Od 2016 do 2022 roku reprezentacja zagrała 3 mecze (wszystkie z minimalnie 2 latami i 7 miesiącami przerwy). Były to: przegrany w rzutach karnych mecz z Tunezją 3:3 (2:4 w rzutach karnych); Wygrany 2:1 mecz z Wenezuelą i ponownie wygrany mecz 6:0 z Jamajką, a hattricka zanotował Gerard Deulofeu Ostatni z trzech był zarazem rekordowym meczem pod względem wygranych z reprezentacją zrzeszoną w ramach FIFA. 8 czerwca 2022 roku miał odbyć się mecz z Mali, ale został odwołany. Warto zaznaczyć, że wszystkie mecze, które doszły do skutku zostały rozegrane w Gironie.
W 2024 pierwszy raz od bardzo długiego czasu został rozegrany więcej niż jeden mecz w roku. 29 maja w Sabadell odbył się mecz przeciwko Panamie, który zakończył się remisem po dwa. W kadrze Katalonii gola zdobyli Ferran Jutglà i Carles Aleñá.

## Trofea
- Puchar Księcia Asturii
  - Zwycięstwo: 1916, 1917, 1922, 1924, 1926: 5
  - Drugie miejsce 1915: 1

## Stroje
| 1904–1906 | 1906–1912 | 1912–1915 | 1915–1975 | 1976–1995 | 1997–1998 | 1999      |
| 2000–2003 | 2004–2006 | 2007–2008 | 2009      | 2010–2011 | 2013      | 2016–2019 |
| 2022      | 2024      |           |           |           |           |           |

## Aktualna kadra
Kadra na mecz z Panamą 29 maja 2024 roku. Liczba występów i bramek zaktualizowana po tym spotkaniu.
| #          | Imię i nazwisko | Data urodzenia | Klub                | M         | G         | Debiut    |
| Bramkarze  | Bramkarze       | Bramkarze      | Bramkarze           | Bramkarze | Bramkarze | Bramkarze |
| ---------- | --------------- | -------------- | ------------------- | --------- | --------- | --------- |
| 1          | Daniel Cárdenas | 28.03.1997     | Rayo Vallecano      | 2         | 0         | 20??      |
| 13         | Arnau Tenas     | 30.05.2001     | Paris-Saint-Germain | 1         | 0         | 20??      |
| Obrońcy    |                 |                |                     |           |           |           |
| 2          | Sergi Gómez     | 28.03.1992     | Espanyol            | 3         | 0         | 20??      |
| 3          | Óscar Mingueza  | 13.05.1999     | Celta Vigo          | 2         | 0         | 20??      |
| 4          | Héctor Bellerín | 19.03.1995     | Real Betis          | 1         | 0         | 20??      |
| 5          | Sergi Cardona   | 08.07.1999     | Las Palmas          | 1         | 0         | 20??      |
| 15         | Eric García     | 09.01.2001     | FC Barcelona        | 1         | 0         | 20??      |
| 18         | Mika Mármol     | 01.07.2001     | Las Palmas          | 1         | 0         | 20??      |
| 22         | Marc Pubill     | 20.06.2003     | Almeria             | 1         | 0         | 20??      |
| Pomocnicy  |                 |                |                     |           |           |           |
| 6          | Oriol Romeu     | 24.09.1991     | FC Barcelona        | 3         | 0         | 20??      |
| 14         | Carles Aleñá    | 05.01.1998     | Getafe              | 2         | 1         | 20??      |
| 16         | Gerard Gumbau   | 18.12.1994     | Granada             | 2         | 0         | 20??      |
| 21         | Marc Roca       | 26.11.1996     | Real Betis          | 2         | 0         | 20??      |
|            | Sergi Altimira  | 25.08.2001     | Real Betis          | 1         | 0         | 20??      |
|            | Jastin García   | 15.01.2004     | Girona B            | 1         | 0         | 20??      |
|            | Sergio Gómez    | 04.09.2000     | Manchester City     | 1         | 0         | 20??      |
| ?          | Joan González   | 01.02.2002     | Lecce               | 1         | 0         | 20??      |
| ?          | Joan Jordán     | 06.07.1994     | Sevilla             | 1         | 0         | 20??      |
|            | Ramon Terrats   | 18.10.2000     | Villareal           | 1         | 0         | 20??      |
| Napastnicy |                 |                |                     |           |           |           |
| 7          | Marc Cardona    | 08.07.1995     | Las Palmas          | 2         | 0         | 20??      |
| 9          | Ferran Jutglà   | 01.02.1999     | Club Brugge         | 2         | 2         | 20??      |

## Mecze
| Data            | Miejsce              | Gospodarz   | Wynik       | Gość                          |
| --------------- | -------------------- | ----------- | ----------- | ----------------------------- |
| 20 lutego 1912  | Paryż                | Francja     | 7:0         | Katalonia                     |
| 1 grudnia 1912  | Barcelona            | Katalonia   | 1:0         | Francja                       |
| ???? 1914       | Odwołany             | Katalonia   | X-X         | Kraj Basków                   |
| 3 stycznia 1915 | San Mamés            | Kraj Basków | 6:1         | Katalonia                     |
| 7 lutego 1915   | Camp de la Indústria | Katalonia   | 2:2         | Kraj Basków                   |
| 13 marca 1924   | Les Mames            | Katalonia   | 0:7         | Hiszpania                     |
| 22 grudnia 2009 | Barcelona            | Katalonia   | 4:2         | Argentyna                     |
| 30 grudnia 2013 | Barcelona            | Katalonia   | 4:1         | Republika Zielonego Przylądka |
| 28 grudnia 2014 |                      | Kraj Basków | 1:1         | Katalonia                     |
| 26 grudnia 2015 | Barcelona            | Katalonia   | 0:1         | Kraj Basków                   |
| 28 grudnia 2016 | Girona               | Katalonia   | 3:3 (k.2:4) | Tunezja                       |
| 25 marca 2019   | Girona               | Katalonia   | 2:1         | Wenezuela                     |
| 25 maja 2022    | Girona               | Katalonia   | 6:0         | Jamajka                       |
| 29 maja 2024    | Sabadell             | Katalonia   | 2:2         | Panama                        |
| 5 grudnia 2024  | Tarragona            | Katalonia   | ????        | Korea Południowa              |